# Кассандра (серіал 2025)
Кассандра (Cassandra) — німецький науково-фантастичний телесеріал-трилер 2025 року, який вийшов на стрімінговий сервіс Netflix 6 лютого 2025 року.

## Анотація
Кассандра, електронна домашня помічниця, розроблена в 1970-х роках, знову оживає, коли в будинок переїжджає нова родина.

## Акторський склад
- Лавінія Вілсон: Кассандра
- Міна Тандер: Саміра Прілл
- Майкл Кламмер: Девід Прілл
- Франц Гартвіг: Горст Шмітт
- Мері Телле: Юнона Прілл
- Джошуа Кантара: Фінн Прілл
- Еліас Грюнталь: Пітер Шмітт
- Філіп Шнак: Стів
- Піна Кюр: Біргіт
- Карен Дамен: Швердт
- Неше Демір: Кетлін
- Ава Петш: Емілі
- Александра Фіндер: Керстін
- Рафаель Вестермаєр: Юрген
- Симон Фабіан: Єнс
- Рузіка Гайдарі: Фрау Мехліс
- Лоренц Грабов: Вільгельм Ернст
- Азізе Фліттнер: Лаура Берендт
- Лоредана Лінглауф: Сімона Шварц
- Ніколь Йоганнганвар: Швестер Міріам
- Петер Брахшос: Пфьортнер Курт
- Мір'ям Хейманн: Ніколь
- Френк Солманн: доктор Вендлер

## Український Дубляж
- Студія: Так Треба Продакшн[3]:
- Режисер дубляжу: Олена Мойжес
- Перекладач: Поліна Новікова
- Звукооператор: Сергій Спащенко
- Звукооператор: Уляна Холохоренко
- Спеціаліст зі зведення звуку: Юрій Гелун
- Менеджер проекту: Сергій Ваніфатьєв

### Ролі дублювали
- Кассандра — Марина Локтіонова
- Саміра — Катерина Буцька
- Девід — Лесь Гімбаржевський
- Горст — Юрій Кудрявець
- Фінн — Данило Марійко
- Стів — Андрій Соболєв
- Джуно — Валерія Мялковська
- Пітер — Кирило Татарченко

Додатковий акторський склад: Анна Артем'єва, Тетяна Руда, Тамара Морозова, Ігор Журбенко, Євген Локтіонов,

## Виробництво
Серіал з шести епізодів був написаний і зрежисований Бенджаміном Гутше. Його продюсували Єва Стадлер і Крістіан Беккер для виробництва Rat Pack Film. Амара Паласіос виступила виконавчим продюсером і продюсером серіалу разом з Євою Стадлер і Крістіаном Беккером. Дж. Мортіс Кетнер був оператором-постановником.
Актори включають Міну Тандер, Джошуа Кантару, Франца Гартвіга та Міхаеля Кламмера, а голос ШІ, Кассандри, виконує Лавінія Вілсон.
Зйомки проходили в Кельні у вересні 2023 року.

## Епізоди
Світова прем’єра серіалу відбулася в четвер, 6 лютого 2025 року, на Netflix.
1. A Fresh Start (Ein neuer Anfang)
2. Who Am I (Wer bin ich?)
3. Endgame (Endspiel)
4. A Children's Game (Ein Kinderspiel)
5. You Are Not Alone (Du bist nicht allein)
6. Merry Christmas (Frohe Weihnachten)